# Irena Dobrzycka
Irena Dobrzycka (ur. 21 października 1909 we Fryburgu, Szwajcaria, zm. 21 maja 2007) – polska anglistka, literaturoznawczyni, profesor literatury angielskiej na Uniwersytecie Warszawskim, współautorka podręczników do nauki języka angielskiego (wraz z Bronisławem Kopczyńskim).

## Życiorys
Była córką historyka literatury, profesora Stanisława Dobrzyckiego i siostrą profesora chemii Jana Dobrzyckiego oraz profesora astronomii Jerzego Dobrzyckiego. Studiowała anglistykę na Uniwersytecie im. Adama Mickiewicza w Poznaniu, gdzie w 1932 uzyskała magisterium i w 1939 obroniła pracę doktorską. Stopień doktora habilitowanego otrzymała w 1963, a w 1970 została profesorem nadzwyczajnym. Od 1953 związana z UW. W latach 1970–1979 była dyrektorem Instytutu Anglistyki UW, a w latach 1974–1978 Kierownikiem Zakładu Literatury Angielskiej tej uczelni. Członek honorowy Stowarzyszenia Nauczycieli Akademickich Filologii Angielskiej oraz Wydziału I Językoznawstwa i Historii Literatury Towarzystwa Naukowego Warszawskiego. W 1979 otrzymała doktorat honoris causa University of Bristol.

## Publikacje
- The Conditions of Living of the Working Class in the Social Novels of Charles Kingsley (Państwowe Wydawnictwo Naukowe 1955)
- Język angielski dla samouków (Wiedza Powszechna 1962)
- Kształtowanie się twórczości Byrona – bohater bajroniczny a zagadnienie narodowe (Zakład Narodowy im. Ossolińskich 1963)
- „Klub Pickwicka” Karola Dickensa (Wydawnictwa Szkolne i Pedagogiczne 1968)
- Karol Dickens (Wiedza Powszechna 1972)
- Język angielski dla zaawansowanych (Wiedza Powszechna 2003)
- Język angielski dla początkujących (Wiedza Powszechna 2006)

## Odznaczenia
- Krzyż Komandorski Orderu Odrodzenia Polski (2000, „za wybitne zasługi w długoletniej pracy naukowej i dydaktycznej, za osiągnięcia w krzewieniu wiedzy o kulturze i języku angielskim”)[4]
- Medal Komisji Edukacji Narodowej[2]